# Paul Casey (Golfspieler)
Paul Casey (* 21. Juli 1977 in Cheltenham, England) ist ein englischer Profigolfer, der auf der nordamerikanischen PGA TOUR spielt.

## Werdegang
Nach einer sehr erfolgreichen Amateurlaufbahn wurde Casey im Jahre 2000 Berufsgolfer und qualifizierte sich 2001 für die European Tour. Schon in seinem fünften Turnier erreichte er einen zweiten Platz und bei seinem elften Antreten gewann er die traditionsreiche Gleneagles Scottish PGA Championship. Casey beschloss die Saison als 22. der Geldrangliste und wurde mit dem Sir Henry Cotton Rookie of the Year Award (bester Neuling) ausgezeichnet. Nach einer enttäuschenden zweiten Saison holte er sich 2003 gleich zwei Turniere und war am Ende Sechster der Rangliste. Im Jahr darauf gewann Casey zwar kein Turnier, aber er war Mitglied des siegreichen europäischen Ryder Cup Teams und gewann mit seinem Partner Luke Donald für England den WGC-World Cup in Sevilla. Außerdem belegte Casey einen vielbeachteten 6. Platz beim Masters in Augusta. Durch diese Erfolge für die PGA TOUR qualifiziert, begann er 2005 auch dort zu spielen. Der Erfolg blieb aber aus und so konzentriert sich Casey mehr auf die European Tour, wo er Ende 2005 wieder einen Turniersieg feiern konnte, der schon zur Saison 2006 gezählt wird, dem er im Juni 2006 einen weiteren bei den Johnnie Walker Championship in Gleneagles folgen ließ. Im September gewann Casey gegen ein Weltklassefeld, mit Tiger Woods, Jim Furyk, Ernie Els, Retief Goosen usw., die traditionsreiche HSBC World Match Play Championship und sicherte sich das aktuell höchste Preisgeld im professionellen Golfsport mit 1 Mio. £. Im Finale bezwang er den US-Amerikaner Shaun Micheel mit dem größten Vorsprung in der 42-jährigen Geschichte dieser Veranstaltung. Eine Woche später war er einer der erfolgreichsten Spieler im europäischen Ryder Cup Team und erzielte darüber hinaus als fünfter Spieler in der Geschichte dieses Wettbewerbes ein Hole-in-one. Den Gewinn der European Tour Order of Merit 2006 verpasste Casey nur um rund 35.000 € gegen den Iren Pádraig Harrington im allerletzten Turnier der Saison, dem Volvo Masters, zu dem er allerdings durch eine Lebensmittelvergiftung arg geschwächt angetreten war. Nach dem Gewinn der hochwertigen BMW PGA Championship im Mai 2009 erreichte er mit Rang 3 seine bislang beste Platzierung in der Golfweltrangliste. Im Monat zuvor hatte Casey sein erstes Turnier auf der PGA Tour, die Shell Houston Open, gewonnen.
Sein Coach ist der renommierte Golffachmann Peter Kostis, der auch der Schwungexperte beim US-amerikanischen Sender CBS Sports ist.

## European Tour Siege
- 2001 Gleneagles Scottish PGA Championship
- 2003 ANZ Championship, Benson and Hedges International Open
- 2005 TCL Classic
- 2006 Volvo China Open (2005 stattgefunden zählt zur Saison 2006), Johnnie Walker Championship at Gleneagles, HSBC World Match Play Championship
- 2007 Abu Dhabi Golf Championship
- 2009 Abu Dhabi Golf Championship, BMW PGA Championship
- 2011 Volvo Golf Champions
- 2013 Irish Open
- 2014 KLM Open
- 2019 Porsche European Open
- 2021 Dubai Desert Classic

## PGA Tour Siege
- 2009 Shell Houston Open
- 2018 Valspar Championship
- 2019 Valspar Championship

## Andere Siege
- 2011 Shinhan Donghae Open (Korean Tour)
- 2012 Telus World Skins Game

## Resultate in Major Championships
| Turnier               | 2002 | 2003 | 2004 | 2005 | 2006 | 2007 | 2008 | 2009 | 2010 | 2011 | 2012 | 2013 | 2014 | 2015 | 2016 | 2017 | 2018 | 2019 | 2020 |
| --------------------- | ---- | ---- | ---- | ---- | ---- | ---- | ---- | ---- | ---- | ---- | ---- | ---- | ---- | ---- | ---- | ---- | ---- | ---- | ---- |
| The Masters           | DNP  | DNP  | T6   | CUT  | DNP  | T10  | T11  | T20  | CUT  | T38  | CUT  | DNP  | DNP  | T6   | T4   | 6    | T15  | CUT  | T38  |
| PGA Championship      | CUT  | 66   | CUT  | T59  | CUT  | T40  | T15  | DNP  | T12  | T72  | CUT  | T33  | CUT  | T30  | T10  | T13  | CUT  | T29  | T2   |
| US Open               | DNP  | CUT  | CUT  | WD   | 15   | T10  | T65  | CUT  | T40  | CUT  | DNP  | T45  | T56  | T39  | CUT  | 26   | T16  | T21  | T17  |
| The Open Championship | CUT  | CUT  | T20  | CUT  | 71   | T27  | T7   | T47  | T54  | CUT  | T3   | DNP  | T47  | T74  | CUT  | T11  | T51  | T57  | DNP  |

DNP = nicht teilgenommen

CUT = Cut nicht geschafft

„T“ geteilte Platzierung

Grüner Hintergrund für Sieg

Gelber Hintergrund für Top 10

## Teilnahmen an Teamwettbewerben
- Ryder Cup (für Europa): 2004 (Sieger), 2006 (Sieger), 2008, 2018 (Sieger)
- WGC-World Cup (für England): 2001, 2002, 2003, 2004 (Sieger, mit Luke Donald)
- Seve Trophy (für GB & Irland): 2002 (Sieger), 2003 (Sieger), 2005 (Sieger), 2007 (Sieger), 2013
- EurAsia Cup (für Europa): 2018 (Sieger)